# Machaerota finitima
Machaerota finitima is een halfvleugelig insect uit de familie Machaerotidae. De wetenschappelijke naam van deze soort is voor het eerst geldig gepubliceerd in 1928 door Jacobi.